# Орестис Карнезис
Орестис Карнезис (грч. Ορέστης Καρνέζης, Атина, 11. јул 1985) јесте грчки фудбалски голман. Тренутно брани за Лил.

## Каријера
Карнесис је провео три године на чувеној академији шпанске Барселоне. Године 2005. вратио се у отаџбину, у клуб ОФИ са Крита. Године 2007. прешао је у Панатинаикос, где је постепено почео да се бори за место у екипи. Као део клуба, освојио је грчку Супер лигу и куп. У сезони 2011/2012. Карнезис је постао први голман тима.
У лето 2013. године преселио се у италијански Удинезе и одмах је позајмљен у шпанску Гранаду. Дана 4. јануара 2014. у утакмици против Алмерије дебитовао је у Ла Лиги. Након повратка са позајмице, Карнезис је постао први голман Удинезеа.
У сезони 2017/2018. бранио је за енглески Вотфорд.
Од сезоне 2018/2019. брани за Наполи.

## Репрезентација
Карнезис је за сениорску репрезентацију Грчке дебитовао 29. фебруара 2012. против Белгије.
Уврштен је међу 23 играча који су представљали Грчку на Светском првенству 2014. у Бразилу.